# Nggela Pile
L’île Nggela Pile est située dans les îles Florida. Elle appartient à la province centrale des Salomon.
Elle est séparée de Nggela Sule par le passage d'Utaha.